# Pucciniastrum agrimoniae
Pucciniastrum agrimoniae är en svampart som först beskrevs av Augustin Pyrame de Candolle, och fick sitt nu gällande namn av Woldemar Tranzschel 1895. Pucciniastrum agrimoniae ingår i släktet Pucciniastrum och familjen Pucciniastraceae.   Inga underarter finns listade i Catalogue of Life.